# مارتون گریگوریان (تاریخ‌نگار)
مارتون گریگوریان (ارمنی: Մարտուն Խաչատուրի Գրիգորյան؛  زادهٔ ۱۹۲۵ - درگذشته ۲۰۱۳) تاریخ‌نگار، اقتصاددان اهل ارمنستان بود.

## زندگی‌نامه
وی در ۱۹۲۵ در وانادزور به دنیا آمد و از دانشگاه دولتی علوم پرورشی خاچاطور آبوویان ارمنستان فارغ‌التحصیل گشت. همچنین برندهٔ جوایزی همچون نشان جنگ میهنی (درجه یک), نشان پرچم سرخ کار و نشان برجسته افتخار شده‌است. وی در ۲۰۱۳ در سن سالگی در ایروان درگذشت.